# Vi sålde våra hemman
"Vi sålde våra hemman", ibland bara kallad "Amerikavisan" är en emigrantvisa från mitten av 1800-talet. Sannolikt är det den mest kända av de visor som behandlar svenskars emigration till Nordamerika och dessutom troligen den äldsta.

## Innehåll
Den svenska emigrantvisan som genre uppstod i och med den omfattande emigrationen från Sverige till Nordamerika. "Vi sålde våra hemman" har till skillnad från flertalet andra emigrantvisor, en text som handlar om emigration till Kanada i stället för USA. Visan framställer emigrationen negativt. Den 21 strofer långa texten skildrar överfarten via Liverpool, som fylld av umbäranden, sjukdomar och död. Även framkomsten beskrivs som ett stort lidande, då många av de som klarat resan till Québec avled i kolera. Visan slutar moraliserande vilket var typiskt för denna slags emigrantvisor: "Gud har beställt att ogräs skall ryckas upp och sändas ut till långt avlägsna länder, att högmod rota ut".

## Historik och spridning
Texten till "Vi sålde våra hemman" publicerades i ett 40-tal skillingtrycksupplagor 1854–1917 och förekom även i många visböcker. Att det är en av de populäraste emigrantvisorna kan beläggas genom en stor mängd uppteckningar och inspelningar ur muntlig tradition. Den första utgåvan är från 1854 och gavs ut i Kristinehamn – en stor avresehamn för Amerikaresenärerna. Enligt skillingtrycket är författaren tegelslagaren Jan Jansson, en uppgift som förmodligen är riktig, även om andra författarnamn har föreslagits.

## Inspelningar (urval)
- Jan Johansson: Jazz på svenska (Megafon, 1964) [6]
- Blond: (med engelsk text under titeln The Lilac Years (De sålde sina hemman) The Lilac Years (Fontana, 1969)
- Ultima Thule: Sverige (1999)
- Christian Lappalainen: ACID På Svenska (2015)
- Eastern High: Vi Sålde Våra Hemman (2023)